# Bílkov (hrad)
Zřícenina hradu Bílkov leží ve stejnojmenné obci, která je dnes součástí města Dačice v okrese Jindřichův Hradec. Od roku 1963 jsou zbytky hradu chráněny jako kulturní památka.

## Historie
Rod Ranožírovců (později jejich rozrod pánů z Bílkova) se v oblasti jihozápadní Moravy usadil již ve 12. století, kdy je zmiňován první předek tohoto rodu Ranožír. Jeho další potomek stejného jména je připomínán v roce 1233. Příslušníci rodu založili nejprve při rakouských hranicích ves Rancířov, později získali statky u Dačic a po založení hradu Bílkova kolonizovali oblast horního toku řeky Jihlávky.
Smil z Bílkova (erbu jeleního parohu), syn Ranožíra II., je poprvé doložen v roce 1234, jeho bratr Jaroš v roce 1245, bratr Ratibor z Bílkova v roce 1251 a třetí bratr Markvart z Bílkova v roce 1255. Všichni bratři žili pravděpodobně v rodovém nedílu a sídlili na hradě Bílkově, který je poprvé doložen v roce 1252. Hrad byl vystavěn nad vsí Bílkovem na nízkém ostrohu, chráněném širokým příkopem a rybníkem. Hrad zdědil Smilův syn Ješek z Bílkova, který se připomíná roku 1303 a po něm jeho dcera Klára.
Klára z Bílkova přinesla hrad věnem do manželství s Oldřichem III. z Hradce. V roce 1339 směnil Oldřich III. z Hradce s králem své zboží Bánov za královský statek Telč, který ležel blíže jeho rodovým statkům v Čechách i moravským Slavonicím. V této době již držel díky sňatku s Klárou (kolem r. 1330) i hrad Bílkov. Z manželství pošlý syn Heřman z Hradce získal bílkovské zboží (a čtvrtinu Slavonic). Bílkovské zboží si podržel po celou 2. polovinu 14. století. Později přikoupil ještě vsi Čermákovice a Modletice.
V roce 1385 bílkovské zboží sestávalo z hradu Bílkova se stejnojmennou vsí, městečka Dačic a 10 dalších vsí: Hříšic, Veleše (zaniklá ves), Manešovic, Dobrohoště, Chlumce, Němčic, Hradišťka, Toužína, Hostkovic, Lipolce (s patronátním právem), dále z bývalého landštejnského zboží Matějovec, které tvořily vsi Matějovec s patronátním právem, Puczoslag, Vlastkovec, Vaneč, Radíkov, Benedín (zaniklá ves), Stoječín, Rapolec (zaniklá ves) a Stálkov.
V roce 1392 Heřman směnil s Jindřichem starším (Jindřichem III. z Hradce), synem jeho bratra Jindřicha II. z Hradce, svou polovinu slavonického majetku za šternberské zboží. V roce 1399 daroval svůj majetek, bílkovské zboží, zboží Matějovec a šternberské zboží své dceři Elišce a jejímu manželovi Janovi z Kravař a Krumlova, přičemž zboží Čermákovice a Modletice jim odprodal. Eliška se po smrti manžela podruhé provdala za Jiřího z Lichtenburka a získala věno na Želetavě, po které se následně psala. Heřmanův syn Menhart II. z Hradce si vzal za manželku Annu z Velhartic (2. manžel Václav z Vartenberka, 3. manžel Hynek starší z Náchoda), jež přinesla věnem polovinu tohoto panství. Velhartice nakonec držel Jan starší z Hradce, syn Oldřicha IV. z Hradce. Heřmanova dcera Klára se stala abatyší kláštera v Českém Krumlově.
V roce 1404 rozhodl Jindřich III. z Rožmberka spor o Heřmanovo dědictví, o které se přeli na jedné straně Lacek z Kravař a Eliška z Hradce, na straně druhé bratři Oldřich Vavák z Hradce a Jan starší z Hradce. Následně pak Eliška z Hradce v roce 1406 zapsala Oldřichovi bílkovské a šternberské zboží, přičemž Oldřich musel vyplatit její dlužní úpisy. Oldřich přislíbil svému bratrovi Janovi staršímu (sezením na Velharticích) polovinu bílkovského a šternberského zboží, hrad a některé vsi okolo si ponechal. Z rozdělovaného zboží vyňal též věno vdovy Anny z Velhartic po Heřmanovu synovi Menhartovi. V roce 1412 jmenoval poručníky svého zboží Bočka z Kunštátu a Poděbrad, Herarta z Kunštátu a Jana z Leskovce. V roce 1415 založili oba bratři Oldřich Vavák a Jan starší z Hradce na dědictví spolek, Oldřichovi připadl hrad Bílkov s šesti dvory pod hradem a dvěma rybníky, patronátní právo kostela a 30 kop úroku. Oldřichovou chotí byla Markéta ze Šternberka, které v roce 1417 zapsal na bílkovském majetku příjem 75 kop grošů. Jejich dcera Anna se provdala za Jana ze Skály a Švihova.
Po Oldřichově smrti připadl Bílkov velhartické linii pánů z Hradce, Menhartovi III. z Hradce († 1449), synovi Jana staršího z Hradce, který byl už v roce 1418 faktickým držitelem Velhartic. Jeho chotí se stala Markéta z Wallsee. V bitvě u Vyšehradu bojoval na straně krále Zikmunda Jan mladší z Hradce (Jan III. z Hradce), který na následky zranění zemřel. V čele rodu tak stanul na krátkou dobu druhý syn Jindřicha III. z Hradce - Oldřich IV. Vavák z Hradce († 1421), po kterém hradecké panství dědil Menhart na Velharticích. V poslední vůli si vymínil, aby Menhart vyplatil pozůstalé vdově Markétě z Kravař 750 kop grošů věna na panství pojištěného, Anně a dalším dvěma mladším dcerám 1800 kop grošů a zaplatil všechny dluhy. Nároky na dědictví si činila i Oldřichova dcera Anna, provdaná za Hynce Ptáčka z Pirkštejna.
Menhart z Hradce podporoval stavovské zájmy šlechty a v bitvě u Lipan se podílel na porážce kališníků. Za své zásluhy ho český král Zikmund odměnil úřadem purkrabího na Karlštejně a nejvyššího purkrabího pražského. Hrad Bílkov nebyl pravděpodobně během husitských válek významně poškozen. V roce 1444 ho ale Hynce Ptáček z Pirkštejna v noci obsadil a poničil. Hrad už nebyl obnoven. V roce 1447 musel Menhart vést s Annou (dcerou Oldřicha Vaváka z Hradce), která mu bílkovské zboží zadržovala, soudní spor. Král Jiří z Poděbrad nechal Menharta v roce 1448 uvrhnout do vězení, kde onemocněl a cestou na Karlštejn zemřel.
Bílkov připadl dědictvím jeho synovi Oldřichovi V. z Hradce, potomkovi velhartické linie. Jeho chotí byla Markéta z Potštejna. Ještě před jeho smrtí nechala Anna v roce 1452 zapsat bílkovské panství za 5 000 kop grošů svému novému choti Jindřichu II. Kruhlatovi z Michalovic. Smrtí Menhartova syna Oldřicha († 1453) vymřela velhartická linie pánů z Hradce. Rodového majetku pánů z Hradce se po poručnictví Zdeňka ze Šternberka ujali synové Jana Teleckého z Hradce († 1452) Heřman II. z Hradce († 1464) a Jindřich IV. z Hradce. Bílkovské panství se zbořeným hradem prodal již 17. září 1459 Zdeněk Konopišťský ze Šternberka Volfovi Krajíři z Krajku.
Volf Krajíř z Krajku, synovec Jana Krajíře z Krajku, zdědil na základě rodinné smlouvy z roku 1458 hrad Frejštejn a další panství na Moravě (Cizkrajov) i v Čechách (Landštejn, Novou Bystřici). V roce 1458 podpořil českého krále Jiřího z Poděbrad a účastnil se s ním domácí války v Rakousích. V roce 1465 mu král daroval hrad Cornštejn, konfiskovaný Hynkovi z Lichtenburka. Volfovi synové Lipolt II. a Jindřich na konci 15. století hrad Cornštejn modernizovali a nedaleko hradu na Nových Uherčicích vybudovali pozdně gotickou tvrz. Za Jana II. Krajíře z Krajku se Uherčice staly novým centrem krajířovského panství.
Hrad Bílkov ztratil funkci rodového sídla. Po staletí byl rozebírán na stavební materiál. Na jeho místě byly postaveny rodinné domy. Dnes se prakticky zachovaly jen zbytky příkopů a kousek zdi.